# ASD Ponziana
El ASD Ponziana fue un equipo de negro de Italia que alguna vez jugó en la Serie A, primera división de fútbol en el país y en la Primera Liga de Yugoslavia, la máxima categoría de fútbol de la antigua Yugoslavia.

## Historia
Fue fundado en el año 1912 en la ciudad de Trieste con el nombre CS Ponziana 1912. En 1928 se fusiona con el Endera Trieste y pasa a llamarse AS Ponziana Endera.
Al finalizar la Segunda Guerra Mundial llegó a militar en la desaparecida Primera Liga de Yugoslavia con el nombre Amatori Ponziana debido a la situación política que vivía el territorio libre de Trieste en ese entonces, aunque anteriormente jugó en la Serie A en la temporada no oficial de 1944, temporada que posteriormente fue reconocida hasta el 2002 debido a la guerra de Sicilia y a que se jugó bajo un formato de ligas regionales. El club mantenía a su equipo filial en la Serie C del fútbol italiano.
El club llegó a jugar 62 partidos de la máxima categoría de Yugoslavia con 18 victorias, 10 empates y 34 derrotas, anotó 68 goles y recibió 140, mientras que sus rivales locales del US Triestina se mantuvieron jugando dentro del fútbol italiano.
En 1949 el territorio libre de Trieste decide volver a unirse a Italia y con ello el ASD Ponziana decide jugar en el fútbol italiano para la temporada de 1950 en la Serie C. En 1960 el club gana la Estrella de Oro al Mérito Deportivo, aunque en ese periodo el club militaba en el fútbol aficionado de Italia.
El club estuvo vagando por el fútbol aficionado de Italia hasta que la institución cierra operaciones en la cuarta fecha de la temporada 2014/15 mientras jugaba en la Prima Categoria. En 2016 el ASD Chiarbola Calcio decide cambiar su nombre por el de ASD Chiarbola Ponziana Calcio, convirtiéndose en el sucesor oficial del club.

## Palmarés
- Promozione:

1949/50, 1955/56, 1973/74
- Prima Categoria:

1959/60, 1966/67, 1971/72, 1992/93
- Seconda Divizione:

1926/27, 2006/07
- Terza Divizione:

1925/26
- Campionato Giuliano Dilettanti:

1958/59

## Jugadores

### Jugadores destacados
| - Fabio Cudicini - Guglielmo Trevisan - Alberto Eliani | - Valerio Gravisi - Giorgio Pitacco | - Giorgio Ferrini - Giorgio Listuzzi. |